# Марија Хефл-Риш
Марија Хефл-Риш бивша је немачка алпска скијашица. Победница је Светског купа у укупном поретку, у сезони 2010/11., и вишеструка је олимпијска и светска првакиња.

## Каријера
У јуниорској конкуренцији је показала свој таленат освојивши седам медаља, у свим дисциплинама, на јуниорским првенствима света 2001. и 2003. године.
Повлачењем Мартине Ертл и Хилде Герг, Марија Риш постаје прва звезда немачког скијања.
Током сезоне 2008/09, победила је у четири слаломске трке у Светском купу и освојила је златну медаљу у слалому на Светском првенству у алпском скијању 2009. Пре сезоне 2008/09. најуспешнија јој је била сезона 2003/04. када је завршила као трећепласирана у генералном пласману и остварила три победе. Сезону 2007/08. је окончала такође освајањем трећег места у генералном пласману.

## Сезона 2009/10.
Ова сезона је била најуспешнија у каријери Марије Риш јер је успела да освоји две златне медаље на Олимпијским играма у Ванкуверу, а у Светском купу је водила велику борбу за велики кристални глобус са Линдси Вон, да би на крају морала да се задовољи другим местом у генералном пласману и малим кристалним глобусом у слалому.

## Сезона 2010/11.
Од почетка сезоне је бележила одличне резултате. Остварила је победе у спусту, супервелеслалому, слалому и комбинацији. Посебно треба истаћи три победе у спусту где је иза себе оставила своју главну конкуренткињу Линдси Вон. Иако је после већег дела сезоне имала шансе да освоји неколико кристалних глобуса, на крају јој је припао само онај највећи који добија победница у укупном поретку.
После неколико лоших вожњи на последњим тркама сезоне ипак је успела да четвртим местом у слалому, који је вожен у швајцарском Ленцерхајду, поврати прво место у укупном поретку које је Линдси Вон преузела два дана раније.
На Светском првенству у њеном родном граду Гармиш-Партенкирехену освојила је две бронзе у супервелеслалому и спусту.

## Приватни живот
Марија Риш има млађу сестру Сузане Риш која се такође такмичи у Светском купу и специјалиста је за слалом. Занимљиво је и то да је њена главна ривалка уједно и њена најбоља пријатељица Линдси Вон. Удала се за свог менаџера Маркуса Хефла 14. априла 2011.

## Победе у Светском купу

### Кристални глобуси
| Сезона   | Дисциплина       |
| -------- | ---------------- |
| 2007/08. | Супервелеслалом  |
| 2007/08. | Суперкомбинација |
| 2008/09. | Слалом           |
| 2009/10. | Слалом           |
| 2010/11. | Укупна победа    |
| 2013/14. | Спуст            |

### Победе
27 победа (11 спуст, 3 супервелеслалом, 9 слалом, 4 комбинација)
| Сезона                                      | Датум              | Место               | Трка             |
| ------------------------------------------- | ------------------ | ------------------- | ---------------- |
| 2003/04.. 3 победе (1 СП, 1 СВ, 1 СЛ)       | 30. јануар 2004.   | Хаус им Енштал      | Спуст            |
| 2003/04.. 3 победе (1 СП, 1 СВ, 1 СЛ)       | 1. фебруар 2004.   | Хаус им Енштал      | Супервелеслалом  |
| 2003/04.. 3 победе (1 СП, 1 СВ, 1 СЛ)       | 29. фебруар 2004.  | Леви                | Слалом           |
| 2006/07..                                   | 1. децембар 2006.  | Лејк Луиз           | Спуст            |
| 2007/08.. 2 победе (1 СВ, 1 СК)             | 21. јануар 2008.   | Кортина д'Ампецо    | Супервелеслалом  |
| 2007/08.. 2 победе (1 СВ, 1 СК)             | 24. фебруар 2008.  | Вислер              | Суперкомбинација |
| 2008/09.. 5 победа (4 СЛ, 1 СК)             | 14. децембар 2008. | Ла Молина           | Слалом           |
| 2008/09.. 5 победа (4 СЛ, 1 СК)             | 29. децембар 2008. | Семеринг            | Слалом           |
| 2008/09.. 5 победа (4 СЛ, 1 СК)             | 4. јануар 2009.    | Загреб              | Слалом           |
| 2008/09.. 5 победа (4 СЛ, 1 СК)             | 11. јануар 2009.   | Марибор             | Слалом           |
| 2008/09.. 5 победа (4 СЛ, 1 СК)             | 20. фебруар 2009.  | Тарвизио            | Суперкомбинација |
| 2009/10.. 3 победе (1 СЛ, 2 СП)             | 14. новембар 2009. | Леви                | Слалом           |
| 2009/10.. 3 победе (1 СЛ, 2 СП)             | 30. јануар 2010.   | Санкт Мориц         | Спуст            |
| 2009/10.. 3 победе (1 СЛ, 2 СП)             | 10. март 2010.     | Гармиш-Партенкирхен | Спуст            |
| 2010/11.. 6 победа (3 СП, 1 СЛ, 1 СК, 1 СВ) | 3. децембар 2010.  | Лејк Луиз           | Спуст            |
| 2010/11.. 6 победа (3 СП, 1 СЛ, 1 СК, 1 СВ) | 4. децембар 2010.  | Лејк Луиз           | Спуст            |
| 2010/11.. 6 победа (3 СП, 1 СЛ, 1 СК, 1 СВ) | 11. јануар 2011.   | Флахау              | Слалом           |
| 2010/11.. 6 победа (3 СП, 1 СЛ, 1 СК, 1 СВ) | 22. јануар 2011.   | Кортина д'Ампецо    | Спуст            |
| 2010/11.. 6 победа (3 СП, 1 СЛ, 1 СК, 1 СВ) | 25. фебруар 2011.  | Оре                 | Суперкомбинација |
| 2010/11.. 6 победа (3 СП, 1 СЛ, 1 СК, 1 СВ) | 27. фебруар 2011.  | Оре                 | Супервелеслалом  |
| 2011/12.. 3 победе (1 СК, 1 СП, 1 СЛ)       | 29. јануар 2012.   | Санкт Мориц         | Суперкомбинација |
| 2011/12.. 3 победе (1 СК, 1 СП, 1 СЛ)       | 18. фебруар 2012.  | Сочи                | Спуст            |
| 2011/12.. 3 победе (1 СК, 1 СП, 1 СЛ)       | 10. март 2012.     | Оре                 | Слалом           |
| 2012/13.. 1 победа (1 СЛ)                   | 11. новембар 2013. | Леви                | Слалом           |
| 2013/14.. 3 победе (3 СП)                   | 6. децембар 2014.  | Лејк Луиз           | Спуст            |
| 2013/14.. 3 победе (3 СП)                   | 7. децембар 2013.  | Лејк Луиз           | Спуст            |
| 2013/14.. 3 победе (3 СП)                   | 25. јануар 2014.   | Кортина д'Ампецо    | Спуст            |